# Rhett & Link

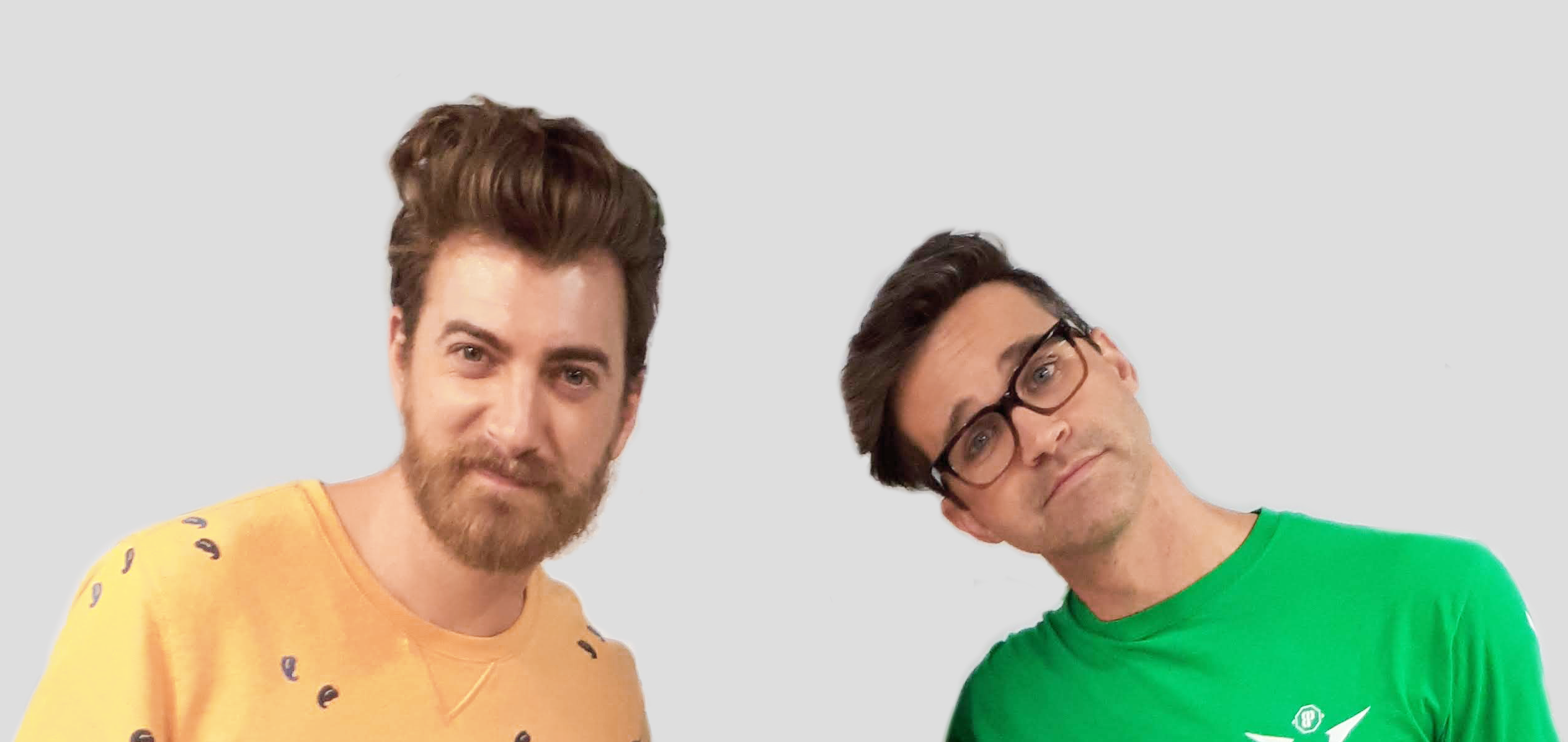
Rhett (links) und Link (rechts) 2018

Rhett James McLaughlin (* 11. Oktober 1977 in Macon, Georgia) und Charles Lincoln „Link“ Neal III (* 1. Juni 1978 in Buies Creek, North Carolina), zusammen Rhett und Link, sind zwei Comedians, Werbe- bzw. Filmemacher und Musiker aus den USA. Dort haben sie auf dem Fernsehsender IFC (Independent Film Channel) eine eigene Show, die Rhett and Link: Commercial Kings heißt. Sie sind bekannt für ihre Lieder und Videos auf YouTube; ihre Videos wurden bereits über 4 Milliarden Mal angesehen. Sie sind bereits bei Lopez Tonight, Last Call with Carson Daly, Jay Leno, Jimmy Fallon und Conan aufgetreten und über sie wurde auf NPR sowie auf CNN und im Time Magazine berichtet. Weiterhin betreiben sie eine tägliche Talkshow auf YouTube, die Good Mythical Morning heißt und bereits mehr als 2700 Folgen und ca. 17 Millionen Abonnenten hat und damit zu den erfolgreichsten Kanälen auf der Internetplattform YouTube gehört (Platz 334 am 17. August 2021).

## Frühe Jahre
Rhett und Link stammen aus Buies Creek in North Carolina und sind nach eigener Aussage beste Freunde, seit sie sich am ersten Schultag in der Buies Creek Elementary School getroffen haben, nachdem ihre Lehrerin Miss Locklear sie in der Pause nachsitzen ließ, weil sie auf die Tische geschrieben hatten. Mit zwölf Jahren schrieben sie ihr erstes Drehbuch mit dem Titel „Gutless Wonders“. Auf der Highschool war Rhett im Basketballteam, während Link an vielen Wissenschaftswettbewerben teilnahm. Später waren sie Zimmerkollegen in der North Carolina State University. Sie brachten sich selbst das Filmemachen bei und sind bekannt für low-budget-do-it-yourself-Produktionen.

## Internet & Reklame
Rhett und Link betreiben vier YouTube-Kanäle: Rhett and Link für Musikvideos, Sketche, Parodien usw. (ca. 325 Videos und 4,2 Millionen Abonnenten), Good Mythical Morning für ihre tägliche Morgen-Talkshow (mit über 1000 Folgen, mehr als 2,7 Milliarden Klicks und über 12 Millionen Abonnenten eine der beliebtesten Talkshows auf YouTube, nur Wochentags), Good Mythical MORE für weitere Diskussionen, Vorstellungen und Interviews (ca. 400 Videos und 2,6 Millionen Abonnenten) und einen Extrakanal für Behind-the-Scenes- und unbearbeitete Videos (ca. 10 Videos und 268 Tausend Abonnenten).
Im Jahr 2011 machten Rhett und Link eine Reklame für Ojai Valley Taxidermy von Chuck Testa. Die Reklame wurde als ein Teil ihrer TV-Show produziert. Chuck Testa veröffentlichte diese Werbung dann auf dem YouTube-Kanal seiner Firma. Am 17. September 2013 erreichte das Video bereits 14 Millionen Klicks.
Rhett und Links Musikvideos, wie zum Beispiel der Facebook Song, der American Idol Song, das Epic Rap Battle, der S.E.T.I. Song und der T-Shirt War (T-Shirt-Krieg) wurden sehr populär. Im Dezember 2010 wurde das Video 2 Guys 600 Pillows in der Time’s 2010 List of the Top Ten of Everything genannt und gewann zwei 2011 Webby Awards. Im Februar 2010 gewann ihr Fast Food Folk Song den „Contest of Awesome“ für das Beste Comic-Musikvideo 2009. Dieser Wettbewerb brachte ihnen eine Reise nach Los Angeles und einen Auftritt in einem Weezer-Musikvideo ein.